# Šömen
Šömen je priimek več znanih Slovencev:
- Branko Šömen (*1936), scenarist, pisatelj, publicist, novinar, pedagog in prostozidar
- Jože Šömen (*1952), afriški misijonar